# Anarta nigrolineata
Anarta nigrolineata är en fjärilsart som beskrevs av Barend J. Lempke 1964. Anarta nigrolineata ingår i släktet Anarta och familjen nattflyn. Inga underarter finns listade i Catalogue of Life.